# Otero de Herreros
Otero de Herreros é um município, da Espanha na província de Segóvia, comunidade autónoma de Castela e Leão, de área 43,71 km² com população de 988 habitantes (2008) e densidade populacional de 20,02 hab/km².

## Demografia
| Variação demográfica do município entre 1991 e 2004 | Variação demográfica do município entre 1991 e 2004 | Variação demográfica do município entre 1991 e 2004 | Variação demográfica do município entre 1991 e 2004 |
| --------------------------------------------------- | --------------------------------------------------- | --------------------------------------------------- | --------------------------------------------------- |
| 1991                                                | 1996                                                | 2001                                                | 2004                                                |
| 826                                                 | 812                                                 | 838                                                 | 873                                                 |